# Pseudonausibius africanus
Pseudonausibius africanus es una especie de coleóptero de la familia Silvanidae.

## Distribución geográfica
Habita en Zambia, Nigeria y Costa de Marfil.